# البرامج المحددة زمنيا للقضاء على أسوأ أشكال عمل الأطفال
تدعو اتفاقية منظمة العمل الدولية بشأن أسوأ أشكال عمل الأطفال (الاتفاقية رقم 182) إلى برامج محددة زمنياً للقضاء على أسوأ أشكال عمل الأطفال. يجب على الدول التي تصدق على هذه الاتفاقية أن تتخذ تدابير فورية وفعالة لتأمين حظر وإزالة أسوأ أشكال عمل الأطفال على وجه السرعة.

## تدابير محددة زمنيا
ستحاول التدابير المحددة زمنياً لمعالجة هذه المشكلة:
- منع انخراط الأطفال في أسوأ أشكال عمل الأطفال.
- تقديم المساعدة المباشرة لانتشال الأطفال من أسوأ أشكال عمل الأطفال وإعادة تأهيلهم ودمجهم في المجتمع.
- ضمان الوصول إلى التعليم الأساسي المجاني والتدريب المهني المناسب لجميع الأطفال الذين خرجوا من أسوأ أشكال عمل الأطفال.
- تحديد الأطفال المعرضين لخطر خاص والوصول إليهم
- وضع في الاعتبار الوضع الخاص للفتيات.

## برامج محددة زمنيا
يشكل نهج البرنامج المحدد زمنياً إحدى الوسائل التي وضعها البرنامج الدولي للقضاء على عمل الأطفال لمساعدة البلدان في الوفاء بالتزاماتها بموجب الاتفاقية.
تم تصميم البرامج كإطار شامل يمكن للحكومات استخدامه لرسم مسار عمل بأهداف محددة جيدًا. وهي تتألف من مجموعة من السياسات والتدخلات المتكاملة والمنسقة ذات الأهداف الموجزة والأهداف المحددة والإطار الزمني المحدد، بهدف منع وإزالة أسوأ أشكال عمل الأطفال في بلد ما. وتشدد على الحاجة إلى معالجة الأسباب الجذرية لعمالة الأطفال، وربط إجراءات القضاء على هذه الظاهرة بسياسة التنمية الوطنية، والاتجاهات والاستراتيجيات الاقتصادية الكلية، والعمليات والنتائج الديمغرافية وسوق العمل، مع التركيز بشكل خاص على السياسات الاقتصادية والاجتماعية لمكافحة الفقر وتعزيز الأساسي للتعليم والتعبئة الاجتماعية. تم تحديد الأفق الزمني للبرامج المحددة زمنيا وفقًا لانتشار أسوأ أشكال عمل الأطفال، وتوافر الموارد، ومستوى الخبرة المحلية والظروف الأخرى السائدة في الدولة.

## روابط خارجية
- الصفحة الرئيسية لـ IPEC's TBP
- دليل TBP لتخطيط العمل
- TBPs ، بوتسوانا، ليسوتو، ناميبيا، جنوب إفريقيا وسوازيلاند
- TBP ، السلفادور
- TBP ، نيبال
- TBP ، تنزانيا